# Kerry Fraser
 (septembre 2011).
Si vous disposez d'ouvrages ou d'articles de référence ou si vous connaissez des sites web de qualité traitant du thème abordé ici, merci de compléter l'article en donnant les références utiles à sa vérifiabilité et en les liant à la section « Notes et références ».
Kerry Fraser (né le 30 mai 1952 à Sarnia, dans la province de l'Ontario, au Canada) est un arbitre canadien de la Ligue nationale de hockey (LNH) de 1973 à 2010.
Il était un des rares arbitres à ne pas mettre de casque protecteur jusqu'à ce que la LNH oblige tous les arbitres à en porter un.
Fraser est un vétéran de la Ligue Nationale qui a arbitré plus de 1550 matchs de saison régulière et 250 matchs de séries de la Coupe Stanley.
Il a un fils Ryan qui arbitre dans la Ligue américaine de hockey.
Il a pris sa retraite le 11 avril 2010 lors d'un match Rangers-Flyers à Philadelphie.